# Mantenimiento de un organismo
El mantenimiento de un organismo es la recopilación de procesos para mantenerse con vida, excluyendo los procesos de producción. La teoría del balance energético dinámico define dos clases: 
- El mantenimiento somático comprende principalmente la renovación de la masa estructural (principalmente proteínas) y el mantenimiento de los gradientes de concentración de los metabolitos a través de las membranas (por ejemplo, contrarrestando las fugas). Esto está relacionado con el mantenimiento de la respiración.
- El mantenimiento de la madurez se refiere al mantenimiento de los sistemas de defensa (como el sistema inmunitario) y la preparación del cuerpo para la reproducción.

La teoría supone que, durante el hambre, los gastos de mantenimiento de la madurez pueden reducirse más fácilmente que los gastos de mantenimiento somático. En condiciones de hambruna extrema, la masa estructural paga los costos de mantenimiento somático, lo que provoca una reducción de masa. Algunos organismos logran entrar en estado de torpor en condiciones de inanición y reducen así sus gastos de mantenimiento.
- Datos: Q6736811